# Himera (film)
Himera sau Băieții din Brazilia (în engleză The Boys from Brazil) este un film americano-britanic științifico-fantastic thriller politic din 1978 regizat de Franklin J. Schaffner după un scenariu de Heywood Gould bazat pe un roman omonim de Ira Levin. În rolurile principale au jucat actorii Gregory Peck și Laurence Olivier, cu James Mason, Lilli Palmer, Uta Hagen, Anne Meara, Denholm Elliott și Steve Guttenberg în rolurile secundare. A fost nominalizat la trei Premii Oscar. Cheltuielile de producție s-au ridicat la 12 milioane de dolari americani și a avut încasări de 19 milioane de dolari americani plus 7,6 milioane de dolari americani din vânzări.

## Prezentare
Tânărul, cu bune intenții, Barry Kohler (Steve Guttenberg) dă peste o organizație secretă a criminalilor de război din de-al treilea Reich care organizează întâlniri clandestine în Paraguay și află că doctorul Josef Mengele (Gregory Peck), infamul doctor de la lagărul de concentrare Auschwitz, este alături de ei. Telefonează cu aceste informații lui Ezra Lieberman (Laurence Olivier), un vânător de naziști îmbătrânit care trăiește la Viena, Austria. Un Lieberman extrem de sceptic încearcă să scape de Kohler, spunându-i că deja se știe că Mengele trăiește în Paraguay.
După ce a aflat când și unde urmează să aibă loc următoarea întâlnire cu Mengele, Kohler înregistrează o parte din acesta folosind un microfon ascuns, dar este descoperit și ucis în timp ce face un alt apel telefonic către Lieberman. Înainte ca telefonul să fie închis cu Lieberman la celălalt capăt, el aude vocea înregistrată a lui Mengele, ordonând unui grup de ex-naziști să omoare 94 de oameni din 9 țări diferite. Acești 94 erau 16 oameni din Germania de Vest, 14 oameni din Suedia, 13 oameni din Regatul Unit, 12 oameni din Statele Unite, 10 oameni din Norvegia, 9 oameni din Austria, 8 oameni din Olanda, 6 oameni din Danemarca și 6 oameni din Canada.
Deși cu sănătate șubredă, Lieberman folosește îndrumările lui Kohler și începe să călătorească în Europa și America de Nord pentru a investiga decesele suspecte ale unui număr de funcționari publici îmbătrâniți. El întâlnește mai multe dintre văduve și este uimit să găsească o asemănare neobișnuită între fiii lor adoptați, toți cu părul negru și cu ochii albaștri. De asemenea, este clar că, în momentul morții lor, toți funcționarii publici aveau vârsta de 65 de ani și aveau atitudini reci, dominatoare și abuzive față de fiii lor adoptați, în timp ce soțiile lor aveau în jur de 42 de ani și dădeau multă atenție fiilor lor adoptați.
 
Lieberman își dă seama din spusele Friedei Maloney (Uta Hagen), un fost gardian dintr-un lagăr de concentrare nazist care a lucrat la o agenția de adopție, unde s-a întâlnit cu profesorul Bruckner (Bruno Ganz), expert în clonare, care este teribilul adevăr din spatele planului nazist: Mengele, în anii 1960, a dus mai multe mame surogat într-o clinică braziliană și le-a implantat cu zigoți, fiecare purtând un eșantion de ADN al lui Adolf Hitler păstrat din cel de-al Doilea Război Mondial. 94 de clone ale lui Hitler s-au născut și au fost trimise în diferite părți ale lumii pentru adopție. În speranța că unul sau mai mulți dintre băieți se vor dovedi la fel ca Hitler, Mengele a aranjat ca toți să fie plasați cu părinți adoptivi asemănători cu ai lui Hitler și îi asasinează pe părinții lor adoptivi la aceeași vârstă la care Alois Hitler a decedat.
Pe măsură ce Lieberman descoperă mai multe din acest plan, superiorii lui Mengele devin mai determinați. După ce Mengele dă din întâmplare peste unul dintre agenți despre care a crezut că este în Europa punând în aplicare planul (și apoi îl atacă), informatorul principal al lui Mengele, Eduard Seibert (James Mason), îi spune că totul a fost anulat pentru a-l împiedica pe Lieberman să ia legătura cu autoritățile. Mengele a izbucnit violent, promițând că operațiunea va continua.
Seibert și oamenii săi distrug moșia lui Mengele din junglă după ce au ucis paznicii și slujitorii. Mengele era plecat deja, intenționând să încerce să-și continue planul. Călătorește în Comitatul Lancaster, Pennsylvania, unde una dintre clonele lui Hitler, Bobby Wheelock (Jeremy Black), locuiește într-o fermă împreună cu părinții săi. Acolo îl ucide pe tatăl băiatului (John Dehner), un crescător de câini Dobermann și îl așteaptă pe Lieberman, care este în drum spre fermă pentru a-l avertiza pe domnul Wheelock despre intenția lui Mengele de a-l ucide.
 
În momentul în care Lieberman ajunge și îl vede pe Mengele, îl atacă furios pe doctor. Mengele îl împușcă pe Lieberman. Îl provoacă pe Lieberman, explicându-i planul de a-l aduce din nou pe Hitler în lume și că a început operațiunea tocmai la Berghof în 1943. Apoi, cu o mișcare disperată, Lieberman dă drumul câinilor care îl mușcă pe Mengele și îl atacă. Bobby ajunge acasă de la școală și cheamă câinii și încearcă să afle ce s-a întâmplat.
Mengele rănit, care s-a întâlnit acum pentru prima dată cu una dintre clonele sale, îi spune lui Bobby cât de mult îl admiră și îi explică că este o clonă a lui Hitler. Bobby se îndoiește de povestea sa și îl suspectează pe Mengele, deoarece câinii sunt antrenați să atace pe oricine îi amenință familia. Lieberman îi spune lui Bobby că Mengele i-a ucis tatăl și îl îndeamnă să anunțe poliția. Bobby verifică casa și își găsește tatăl mort în subsol. Se grăbește înapoi la etaj și îi pune din nou pe câinii săi vicioși să-l atace pe Mengele, care este ucis cu sânge rece. Bobby îl ajută apoi pe Lieberman, dar numai după ce Lieberman promite să nu spună nimic poliției despre incident.
Mai târziu, în timp ce se recuperează într-un spital, Lieberman este încurajat de un vânător de naziști american, David Bennett (John Rubinstein), să expună tuturor planul lui Mengele . El îi cere lui Lieberman să-i predea lista (pe care Lieberman a luat-o de pe cadavrul lui Mengele în timp ce Bobby suna după o ambulanță) cu numele și locul unde se află alți băieți din întreaga lume, pentru a putea fi uciși sistematic înainte de a crește pentru a deveni tirani sângeroși. Lieberman obiectează pe motiv că sunt simpli copii și arde lista înainte ca oricine altcineva să o poată citi.

## Distribuție
Rolurile principale au fost interpretate de actorii:

- Gregory Peck - Dr. Josef Mengele
- Laurence Olivier - Ezra Lieberman
- James Mason - Col. Eduard Seibert
- Lilli Palmer - Esther Lieberman
- Raúl Faustino Saldanha - Ismael
- Uta Hagen - Frieda Maloney
- Steve Guttenberg - Barry Kohler
- Denholm Elliott - Sidney Beynon
- Rosemary Harris - Frau Doring
- John Dehner - Henry Wheelock
- John Rubinstein - David Bennett
- Anne Meara - Mrs Curry
- Jeremy Black - Jack Curry, Jr. / Simon Harrington / Erich Doring / Bobby Wheelock
- Bruno Ganz - Dr. Bruckner
- Walter Gotell -  Capt. Gerhardt Mundt
- David Hurst - Strasser
- Wolfgang Preiss - Lofquist
- Michael Gough - Mr Harrington
- Joachim Hansen - Fassler
- Sky du Mont - Friedrich Hessen
- Carl Duering - Maj. Ludwig Trausteiner
- Linda Hayden - Nancy
- Richard Marner - Doring
- Georg Marischka - Gunther
- Günter Meisner - Farnbach
- Prunella Scales - Mrs Harrington
- Wolf Kahler - Otto Schwimmer

## Vezi și
- Listă de filme științifico-fantastice din anii 1970
- Listă de filme thriller din anii 1970
- Listă de filme științifico-fantastice, fantastice și de groază despre cel de-al Doilea Război Mondial
- Listă de filme americane din 1978
- Listă de filme britanice din 1978
- Filmografia lui Gregory Peck